# Carlo Savio
Carlo Luigi Savio (Cuneo, 24 giugno 1811 – 1º luglio 1881) è stato un vescovo cattolico italiano, principe della Chiesa di Asti e vescovo di Asti tra il 1867 ed il 1881.

## Biografia
Carlo Savio nacque a Cuneo da una famiglia originaria di Piasco nella diocesi di Saluzzo.
Il padre, medico condotto, specialista in pediatria, si trasferì a Torino con tutta la famiglia. Qui Carlo intraprese gli studi al seminario e venne ordinato sacerdote il 22 febbraio 1834.
Durante la sua formazione torinese frequentò l'Accademia Solariana di Torino, in quel periodo frequentata da personaggi di spicco: Luigi Nazari di Calabiana (futuro vescovo di Casale e in seguito arcivescovo di Milano), Alessandro Ottaviano Riccardi di Netro e Lorenzo Gastaldi (futuri arcivescovi di Torino)
Il 21 aprile 1836 venne nominato cappellano della Regia Università di Torino e fu chiamato per fare da precettore dell'erede Umberto I di Savoia.
In questo periodo divenne canonico della SS.Trinità, direttore del periodico La Buona Settimana ed insegnante di storia ecclesiastica nel seminario di Torino.
Nel 1845 venne nominato alla cattedra di teologia fondamentale, cattedra che mantenne per ventidue anni.
Il 27 marzo 1867 fu eletto vescovo di Asti su presentazione di Giovanni Bosco e ricevette la consacrazione il 26 maggio dello stesso anno.
Il vescovo Savio, con il suo segretario Giuseppe Marello partecipò al Concilio Ecumenico Vaticano I (1869 - 1870) in cui si affermò il dogma dell'infallibilità del magistero del Papa in materia di fede e di morale nel rispetto di alcune condizioni.
Il vescovo Savio aderì a questo concetto il 15 febbraio 1870.
Morì il 1º luglio 1881.

## L'operato
Il Savio secondo molti studiosi appare come la figura più eminente tra i vescovi astigiani dell'Ottocento.
Cercò di unire in un'unica figura la contrapposizione, molto forte in quel periodo tra sacerdozio culturale detto "del sacramento" e quello impegnato nel sociale o "del movimento".
Votato al miglioramento dell'istruzione clericale e all'assistenza principalmente della popolazione rurale dell'astigiano, pose le basi spirituali e culturali per lo sviluppo della politica sociale che caratterizzò la Chiesa di Asti nel XIX secolo.

## Genealogia episcopale
La genealogia episcopale è:
- Cardinale Scipione Rebiba
- Cardinale Giulio Antonio Santori
- Cardinale Girolamo Bernerio, O.P.
- Arcivescovo Galeazzo Sanvitale
- Cardinale Ludovico Ludovisi
- Cardinale Luigi Caetani
- Cardinale Ulderico Carpegna
- Cardinale Paluzzo Paluzzi Altieri degli Albertoni
- Papa Benedetto XIII
- Papa Benedetto XIV
- Cardinale Enrico Enriquez
- Arcivescovo Manuel Quintano Bonifaz
- Cardinale Francisco Antonio de Lorenzana y Butrón
- Cardinale Giuseppe Maria Spina
- Vescovo Giovanni Pietro Losana
- Vescovo Carlo Savio